# Арель, Мари
Мари Арель (фр. Marie Harel), урождённая Катрин Мари Фонтен (28 апреля 1761, Крутт (Орн), Вимутье в Нормандии — 9 ноября 1844, Вимутье, Орн). Прославилась тем, что вместе с аббатом Шарлем-Жаном Бонвустом создала сыр камамбер.

## Изобретение камамбера
10 мая 1785 года в коммуне Камамбер Мари вышла замуж за Жака Ареля, работника из города Руавиль.
С конца XVII века известный сыр производился в провинции Камамбер. В своем географическом словаре, изданном в 1708-м, Тома Корнель писал: «Вимутье: […] по понедельникам собирается большой рынок, на который везут замечательные сыры из Ливаро и Камамбера». Однако согласно недавней легенде, появившейся в начале XX века, создательницей сыра Камамбер является Мари Арель. Рецепт она получила от священника, аббата Шарля-Жана Бонвуста (Charles-Jean Bonvoust), который скрывался в 1796-97 в имении Бомонсель (Beaumoncel), где она работала. Вероятно, он был родом из Бри и передал Мари рецепт приготовления сыра со съедобной коркой, покрытой белой плесенью, который готовили в его родном крае (Бонвуст был родом из Алансона). Хотя эта история не имеет никаких доказательств, она до сих пор воспринимается как подлинная.
Во всяком случае, Мари Арель действительно существовала и делала сыры камамбер в соответствии с местными обычаями. Её основным вкладом было то, что она основала династию сыроделов, которые начали производить камамбер в промышленных масштабах. В частности, её внук Сириль Пенель, родившийся в 1817 году, создал сыроварню в коммуне Ле-Мениль-Може в Кальвадосе.
Успех производства камамбера в первой половине XIX века стал коллективным достижением потомков Мари Арель, которые считают себя единственными законными владельцами торгового названия «Камамбер». Однако в начале 1870-го другие производители нормандских сыров обжаловали эту семейную монополию.
В Вимутье можно увидеть статую в честь Мари Арель. Устойчивая легенда гласит, что она умерла в Шампози, но на самом деле это была её дочь, которую также звали Мари (1781—1855).